# 喜歡本大爺的竟然就妳一個？
《喜歡本大爺的竟然就妳一個？》是駱駝寫作、馬口鐵插畫的日本輕小說。2017年2月於集英社的網路漫畫網站《少年Jump＋》開始連載漫畫，作畫。
2018年10月在《電擊文庫25周年記念 秋之電擊祭》的活動會場中宣布改編為電視動畫，2019年10月2日在TOKYO MX播出。

## 故事簡介
如月雨露想要交女朋友，為此他裝出遲鈍且純情的形象以求追尋的對象能喜歡上自己，但他的計畫卻宣告失敗，而唯一對雨露有興趣的反而是他最討厭的對象三色院堇子。

## 登場角色
花灑／如月雨露（聲：山下大輝）
愛稱是「じょうろ」（Joro），由來是將本名的「月」拿掉，變成「如雨露」，也因此變成「じょうろ」（花灑／澆水器）。生日為2月1日，血型AB。
本作品男主角。就讀於西木蔦高校，當任西木蔦高校的學生會會記，容貌普通且不擅讀書及運動，表面上裝得人畜無害，實際上具有遠大的企圖心，一開始想到的計畫往往失敗收場，所以後來也會根據各種突發狀況產生應對。
總是認為自己上不了檯面，是個隨處可見的跑龍套角色，因此認為自己根本不是當戀愛課題主人公的料，而且還是超級爛好人，總是犧牲自己幫助他人，在學校的名聲其實偏負面印象，但後期卻贏得眾多女角的芳心。
唯一在一開始就看透雨露表面人畜無害的演技，與內心雖然腹黑但真實是善良性格的，就只有他一開始就表明最討厭的女主角三色院堇子。
之所以裝得人畜無害，是因為不想讓任何人受到傷害並掩護應該被保護的人，非常討厭原本的自己，也因此老是對自己感到自卑，非常缺乏自信，甚至連自己的內心都能欺騙。大部分的行動都把小桑放在第一順位，並為他感到驕傲，即使後來被他陷害失去所有一切，並知道他的真面目的時候，也依然把他當成最好的朋友並接受他，明明被霸凌卻先低頭要求和好的聖母個性，之後的行動變為保護自己所重視的人以及自己與這些人的關係。
在和保雄的戀愛課題主人公對決中，因為各方面的支援而獲勝。
為了不破壞眾女孩們的珍貴友誼，因而向所有對他抱有戀愛情感的女孩們，做出同時回應的渣男行徑，因此讓自己被眾女孩們同時丟下不理會後，轉而陪伴自己認定的摯友大賀，但還是被椿識破手腳，而對雨露有好感的女孩們，在椿的幫忙下得知真相後，與雨露之間的感情依然沒有改變。
在動畫OVA篇章最後場景中，使用了夏目漱石的名句「今日月色真美」（暗喻的意思就是“我愛妳”），回應了三色院堇子的心意。
Pansy／三色院堇子（聲：戶松遙）
本作品女主角。暱稱是「パンジー」（Pansy），由来是从全名中拿出「三」、「色」还有「堇」，变成「三色堇」。生日為12月31日，血型O。
雨露的同年級同學，是西木蔦高校的圖書委員，綁著麻花辮且戴著眼鏡的土氣女孩。因為經常對雨露惡言相向而被他討厭，其實非常喜歡雨露善良的本性，常常跟蹤他。實際上解除了髮夾與土裡土氣打扮後的真身是身材姣好的大美女，上了高中後為了遠離國中時的交際圈(也就是保雄等人)而刻意偽裝。知道小桑真正並黑暗的一面，暗中守護着雨露，原本沒什麼朋友，在雨露的推波助瀾下與葵、小桑、櫻等人成為朋友，知道堇子真實面貌是位美女的只有雨露、葵、小桑、櫻以及她國中時的學妹蒲公英以及新聞社的成員檜菜等人。
本身具有相當程度的聰明智慧，說是眾女性角色中最冰雪聰明的女主角也不為過，懂得運用場景死角、話術、變裝等高階社交技巧，來達成自己想達成的目的，通常大部分的原因是為了保護雨露而行動。
在雨露和保雄的戀愛課題主人公對決中，將自己最後的投票權（也就是髮夾）給了雨露。
雖然在最後勝負已分之時。表面上看似被雨露同時回應的渣男行徑給惹火，但還是沒辦法打從心底討厭她最喜歡的雨露，在椿的幫忙下，得知雨露這麼做的真正理由後釋懷。
在動畫OVA篇章最後場景中，以自己初次與雨露見面時的模樣登場，在轉身欲離去時被雨露叫住並陪同回家，於最後一幕依然向雨露直球告白，終於得到雨露真正內心的回應。
葵花／日向葵（聲：白石晴香）
愛稱是「ひまわり」（Himawari），由來是將本名的漢字順序互換，變成平假名的「ひまわり」（葵花／向日葵）。生日為6月30日，血型B。
雨露的青梅竹馬兼同班同學，是西木蔦高校網球社的王牌。身材嬌小。個性活潑且天真無邪。一開始喜歡小桑，後來經歷小桑陷害雨露，並露出真面目的事件後（※其實當時也躲在圖書館中），雖然和小桑和好並且維持好朋友的關係，但喜歡的人卻變成雨露。
對於曾經因為愛慕小桑卻跟秋野櫻一樣，做出傷害了雨露的事情耿耿於懷，目前決定待在雨露的身邊應援他，不論他最後選擇的對象是誰。
Cosmos／秋野櫻（聲：三澤紗千香）
愛稱是「コスモス」（Cosmos），由來是將本名的「野」拿掉，變成「秋櫻／波斯菊」。生日為9月19日，血型A。
雨露的學姐，西木蔦高校的學生會長。表面上看起來是能幹並且成熟的人，實際上非常孩子氣，而且容易緊張而使得說話風格變成武士。一開始喜歡小桑，後來經歷小桑陷害雨露並露出真面目的事件後（※其實當時也躲在圖書館中），雖然和小桑和好並且維持好朋友的關係，但喜歡的人卻變成雨露。
對於曾經因為愛慕小桑卻跟葵花一樣，做出傷害了雨露的事情耿耿於懷，目前決定待在雨露的身邊應援他，不論他最後選擇的對象是誰。
小桑／大賀太陽（聲：內田雄馬）
愛稱是「サンちゃん」（Sun-chan），由來是將本名的「太陽」念作英文，變成「小阳／小桑」。生日為7月27日，血型B。
在雨露還是國中的時候就是好友。小時候便開始練習棒球，在高中當上西木蔦高校棒球社的王牌，在班上非常受歡迎。
國中時期知道自己迷戀上的女孩子喜歡的對象是雨露後，便開始嫉妒雨露，上高中後喜歡的人是堇子，而且一開始早已知道櫻和葵喜歡的是他自己，便開始計畫趁著這機會讓雨露在校內身敗名裂。在計畫被堇子揭發後也得知堇子喜歡的是雨露，本想在無人的圖書館內直接對堇子下毒手（※其實有3人躲著），但堇子早故意讓雨露去視線死角的書架後取書（讓他能聽到真相並保護她），隨後雨露察覺堇子危機便立刻跳出解圍，訓退大賀，是個失敗的人渣男二。
其實內心是很崇拜並羨慕雨露，覺得自己永遠也超越不了他，事後跟雨露的關係降到冰點，但雨露想了想希望可以恢復成以前的友情，後來在葵花與雨露努力之下，事後和好並恢復以往朋友之間的友情，其實也很感謝雨露能夠接受那真正狡猾且黑暗的自己。可以說是本作最了解雨露的人，並覺得只要雨露和自己聯手便無所不能，之後也常常幫助雨露。
有一段與棒球社因自己的才能被教練讚賞，而遭到周圍隊友的嫉妒，並被霸凌的事件歷史，也因此開始戴上笑臉迎人的開朗面具示人，並隱藏真正的自己，在OVA篇章比賽結束前跟以前霸凌，並嫉妒著自己的捕手搭檔解開心結，完成了完投完封的漂亮比賽。
在雨露和保雄的戀愛課題主人公對決中，出手幫雨露拉票，且於球賽中完投完封對手獲勝，在雙方的勝負中向堇子表示私下的約定無效，尊重堇子的戀愛心意並退場。
在OVA篇章的最後與雨露一同坐在公園內的長椅上享用炸雞串，在多次遭女孩拒絕後有所體悟，會喜歡這樣的自己的，只有摯友如月雨露一人。
翌檜／羽立檜菜（聲：三上枝織）
爱称是「あすなろ」（Asunaro），由来是把姓氏的「羽」跟「立」上下组合在一起，就会变成「翌桧」。生日為3月3日，血型B。會說津輕方言。
雨露的同班同學，是西木蔦高校的新聞社成員。在學校內傳播雨露腳踏三條船的假新聞，並常以採訪雨露為由而跟著他，實際上喜歡雨露，那些手段只是為了能夠待在雨露身邊而採取的行動，後來因為這樣的行動，使得告白被雨露當面狠狠拒絕，理由是她拿下了瀉藥的食物給小桑吃，實際上小桑並沒有吃，但是為了引出檜菜的真面目，而假裝自己有吃，之後她在算計被發現後，跟雨露道歉，並撤銷了假的新聞，但表示她不會放棄，會努力追求雨露。
椿／洋木茅春（聲：東山奈央）
爱称是「ツバキ」（Tsubaki），由来是將本名的「洋」、「茅」去除，再將「木春」組合在一起，就会变成「椿」。生日為11月11日，血型A。
家裡經營陽光炸肉串店，本來生意慘跌，但其實料理非常好吃，在經過雨露給的建議後，思考了有效的招客方式，結果變得非常有名，為此轉學後遇到了雨露，便為了感謝他而想要完成他的任何願望，後來與雨露維持正常的友好關係。是個貧乳的美少女，經常幫助雨露，也讓雨露在自家打工。
在雨露和保雄的戀愛課題主人公對決中，出手幫了雨露，並在動畫最後識破雨露打算犧牲自己，也要保全眾女孩們之間友情，而做出同時腳踏多條船式的渣男行徑背後的真正意義。
山茶花／真山亞茶花（聲：齊藤朱夏）
爱称是「サザンカ」（Sazanka），由来是將本名的「真」、「亞」去除，就会变成「山茶花」（日文漢字的山茶花指的是茶梅）。生日為7月15日，血型A。
雨露的同學，原本是個打扮時尚的女高中生。經過雨露的穿針引線與父親和好後，聽說雨露喜歡清純系黑長直女孩而改變形象，露出自己原本的樣貌，一改原本的形象，很擅長做料理。表面上裝的討厭雨露，但其實喜歡他，是個傲嬌，自己真面目的長相正好對到雨露的口味。其父親是陽光炸肉串店的常客。
蒲公英／蒲田公英（聲：佐伯伊織）
爱称是「たんぽぽ」（Tanpopo），由来是把名字中的「田」拿掉，就会变成「蒲公英」。生日為7月31日，血型AB。
担任西木蔦高校棒球部经理的一年級生，在花舞展时被抽到签，由于听到了一些对于花洒有些误会的谣言而主动退出。因為喜歡保雄，所以才去報考唐菖蒲高校，可惜未能成功，所以才轉考改入西木蔦高校，是堇子國中時代的學妹，因為知道堇子過去有不快的回憶，因此想幫忙堇子尋找新的戀愛對象，一直以為堇子和小桑是兩情相悅，所以拉來雨露想請他協助，還想順便提升自己的人氣，後來檜菜偷聽到後也順道加入行列，但還沒搞清楚堇子、雨露、小桑之間真正的關係，雨露在檜菜的協助調查下，戳破了蒲公英的這個目的，和對其說出堇子真正喜歡的是雨露，讓其失敗收場，最後回去和堇子道歉後，目前會盡全力湊合堇子和雨露兩人。
OVA篇中，小桑在場上因投球而迷惘之際，遞出了內側寫有雨露加油字句的帽子給小桑，使他振作起來完成比賽。
月桂樹／如月桂樹（聲：田村由香里）
愛稱是「ローリエ」（Rorie），由來是將本名的「如」拿掉，變成「月桂樹／月桂」。
花灑的母親，自稱年齡是永遠的29歲（動畫版改為自稱永遠17歲），燙髮濃妝的中年婦女（家庭主婦），卸妝後是個美人。和三色堇互稱「小堇子」和「勞莉葉小姐」。充滿元氣而且非常開放，現在還會邀請花灑一起洗澡。
櫻桃／櫻原桃（聲：種田梨沙）
愛稱是「チェリー」（Cherry），由來是將本名的「原」拿掉，變成「櫻桃」。唐菖蒲高校的學生會長，喜歡保雄，是堇子國中時代的學姊。
在雨露和保雄的戀愛課題主人公對決中，同時與草見月一起向保雄表明自己的心意，但被拒絕後，瀟灑的將投票權（也就是髮夾）給了雨露。
月見／草見月（聲：小原好美）
愛稱是「つきみ」（Tsukimi），由來是將本名的倒過來讀，變成「月見／月見草」。與保雄是青梅竹馬，唐菖蒲高校的學生，喜歡保雄，是堇子國中時代的同學。
在雨露和保雄的戀愛課題主人公對決中，同時與櫻原桃一起向保雄表明自己的心意，但被拒絕後，仍然決定將投票權（也就是髮夾）給了保雄。
水管／葉月保雄（聲：福山潤）
愛稱是「ホース」（Hosu），由來是將本名「保雄」念法改變，就會變成「水管」。與月見是青梅竹馬，唐菖蒲高校的圖書委員，喜歡堇子，是堇子國中時代的同學，由於不了解別人藏在內心真正的感情，所以他的善意會無意間地傷害到其他人，尤其是喜歡他的女生們。
在雨露的戀愛課題主人公對決中，完全暴露自己另一面的黑暗本性，知道雨露在打什麼主意且更改了懲罰的內容（堇子的朋友亦不能靠近或搭話）並強迫雨露同意，意圖將雨露完全從自己愛慕的堇子身邊排除，但最後的結果還是完全敗給了雨露。
Jasmin／如月茉莉花
比雨露大三歲的姊姊。與男友分手就會回來老家。愛稱是因為「茉莉花」的英文就是「Jasmin」。

## 出版書籍
輕小說
| 集數 | KADOKAWA       | KADOKAWA               | 台灣角川       | 台灣角川               |
| 集數 | 發售日期       | ISBN                   | 發售日期       | ISBN                   |
| ---- | -------------- | ---------------------- | -------------- | ---------------------- |
| 1    | 2016年2月10日  | ISBN 978-4-04-865747-1 | 2016年11月17日 | ISBN 978-986-473-326-2 |
| 2    | 2016年4月10日  | ISBN 978-4-04-865885-0 | 2017年3月20日  | ISBN 978-986-473-557-0 |
| 3    | 2016年8月10日  | ISBN 978-4-04-892286-9 | 2017年10月11日 | ISBN 978-986-473-941-7 |
| 4    | 2017年1月10日  | ISBN 978-4-04-892601-0 | 2018年6月14日  | ISBN 978-957-564-240-2 |
| 5    | 2017年4月10日  | ISBN 978-4-04-892831-1 | 2019年6月26日  | ISBN 978-957-564-986-9 |
| 6    | 2017年8月10日  | ISBN 978-4-04-893282-0 | 2019年6月26日  | ISBN 978-957-564-987-6 |
| 7    | 2017年11月10日 | ISBN 978-4-04-893466-4 | 2019年12月18日 | ISBN 978-957-743-440-1 |
| 8    | 2018年3月10日  | ISBN 978-4-04-893684-2 | 2019年12月18日 | ISBN 978-957-743-441-8 |
| 9    | 2018年7月10日  | ISBN 978-4-04-893913-3 | 2021年3月17日  | ISBN 978-986-524-276-3 |
| 10   | 2018年11月10日 | ISBN 978-4-04-912099-8 | 2021年3月17日  | ISBN 978-986-524-277-0 |
| 11   | 2019年5月10日  | ISBN 978-4-04-912527-6 |                |                        |
| 12   | 2019年10月10日 | ISBN 978-4-04-912796-6 |                |                        |
| 13   | 2019年12月10日 | ISBN 978-4-04-912908-3 |                |                        |
| 14   | 2020年6月10日  | ISBN 978-4-04-913204-5 |                |                        |
| 15   | 2020年12月10日 | ISBN 978-4-04-913576-3 |                |                        |
| 16   | 2021年5月8日   | ISBN 978-4-04-913834-4 |                |                        |
| 17   | 2022年1月8日   | ISBN 978-4-04-913904-4 |                |                        |

漫畫
| 冊數 | 集英社        | 集英社                 |
| 冊數 | 發售日期      | ISBN                   |
| ---- | ------------- | ---------------------- |
| 1    | 2017年8月4日  | ISBN 978-4-08-881135-2 |
| 2    | 2018年3月2日  | ISBN 978-4-08-881373-8 |
| 3    | 2019年1月4日  | ISBN 978-4-08-881650-0 |
| 4    | 2019年10月4日 | ISBN 978-4-08-881832-0 |
| 5    | 2020年3月4日  | ISBN 978-4-08-882144-3 |
| 6    | 2020年10月2日 | ISBN 978-4-08-882467-3 |

## 電視動畫
於2019年10月2日播出。

### 製作人員
- 原作、系列構成、劇本：駱駝[5]
- 原作插畫：馬口鐵[5]
- 監督：秋田谷典昭[5]
- 角色設計：瀧本祥子[5]
- 美術監督：諸熊倫子
- 色彩設定：岡亮子
- 攝影監督：廣岡岳
- 音響監督：鄉文裕貴
- 音樂：藤澤慶昌
- 動畫製作：CONNECT[5]
- 製作：喜歡本大爺製作委員會

### 主題曲
片頭曲
作詞、作曲：，編曲：堀江晶太，主唱：齊藤朱夏
第1話為片尾曲。
片尾曲
作詞、作曲、編曲：Jazzin' park，主唱：Pansy（戶松遙）、葵花（白石晴香）、Cosmos（三澤紗千香）

### 各話列表
| 話數    | 日文標題 | 中文標題         | 分鏡                           | 演出                                  | 作畫監督 | 改編原作小說 |
| ------- | -------- | ---------------- | ------------------------------ | ------------------------------------- | --- | ------------ |
| 第1話   |          |                  | 秋田谷典昭                     | 秋田谷典昭                            | 瀧本祥子 | 第一卷       |
| 第2話   |          |                  | 澤井幸次                       | 千葉孝幸                              | 飯泉俊臣、岩崎亮 吉田肇、小川浩司 坪田慎太郎                                                                         | 第一卷       |
| 第3話   |          |                  | 秋田谷典昭 守田藝成            | 守田藝成                              | 原友樹 | 第一卷       |
| 第4話   |          |                  | 田所修                         | 伊部勇志                              | 藁科將斗 | 第二卷       |
| 第5話   |          |                  | 竹之內和久                     | 千葉孝幸                              | 飯泉俊臣、吉田翔太 村長由紀、青野厚司 坪田慎太郎、林信秀 Revival                                                     | 第二卷       |
| 第6話   |          |                  | 田所修 秋田谷典昭              | 堀內勇冶                              | 楊彤琤、陸丰、黃鳳 楊國福、劉雲留                                                                                    | 第二卷       |
| 第7話   |          |                  | 篠原正寬                       | 高島大輔                              | 野田康行 | 原创         |
| 第8話   |          |                  | 竹之內和久                     | 矢花馨                                | 柄谷綾子、吉田肇 小川浩司、高橋こう平 飯泉俊臣                                                                       | 第三卷       |
| 第9話   |          |                  | 島崎奈奈子                     | 島崎奈奈子                            | 萩原正人、川添亞希子 虜劍、劉雲留                                                                                    | 第三卷       |
| 第9.5話 |          |                  | 不適用                         | 不適用                                | 不適用 | 不適用       |
| 第10話  |          |                  | 竹之內和久                     | 千葉孝幸                              | 飯泉俊臣、吉田翔太 青野厚司、坪田慎太郎 柄谷綾子、吉田肇 岩崎令奈、Revival                                           | 第四卷       |
| 第11話  |          |                  | 阿部雄一                       | 守田藝成                              | 原友樹、川添亞希子 劉雲留                                                                                            | 第四卷       |
| 第12話  |          |                  | 秋田谷典昭                     | 秋田谷典昭                            | 梅田一城、藁科將斗 野田康行、佐野隆雄 劉雲留、瀧本祥子                                                               | 第四卷       |
| OVA     |          | 本大爺的遊戲結束 | 竹之內和久 守田藝成 秋田谷典昭 | 神保昌登 平田貴大 守田藝成 秋田谷典昭 | 飯飼一幸、齋藤雅和 中澤勇一、佐野隆雄 川添亞希子、 林隆洋、原友樹 劉雲留、STUDIO MASSKET 梅田一城、藁科將斗 瀧本祥子 | 第五卷       |

### BD／DVD
| 卷數 | 發售日期       | 收錄話數         | 規格編號      | 規格編號      |
| 卷數 | 發售日期       | 收錄話數         | BD            | DVD           |
| ---- | -------------- | ---------------- | ------------- | ------------- |
| 1    | 2019年12月25日 | 第1話、第2話     | ANZX-13301/2  | ANZB-13301/2  |
| 2    | 2020年1月29日  | 第3話、第4話     | ANZX-13303/4  | ANZB-13303/4  |
| 3    | 2020年2月26日  | 第5話、第6話     | ANZX-13305/6  | ANZB-13305/6  |
| 4    | 2020年3月25日  | 第7話、第8話     | ANZX-13307/8  | ANZB-13307/8  |
| 5    | 2020年5月27日  | 第9話、第10話    | ANZX-13309/10 | ANZB-13309/10 |
| 6    | 2020年6月24日  | 第11話、第12話   | ANZX-13311/2  | ANZB-13311/2  |
| OVA  | 2020年9月2日   | 本大爺的遊戲結束 | ANZX-13313/4  | ANZB-13313/4  |

## 外部連結
- 少年Jump＋《喜歡本大爺的竟然就妳一個？》官方網站（页面存档备份，存于）（日語）
- 電視動畫《喜歡本大爺的竟然就妳一個？》官方網站（页面存档备份，存于）（日語）
- 電視動畫《喜歡本大爺的竟然就妳一個？》官方的X（前Twitter）（日語）